# Староведугское сельское поселение
Староведугское сельское поселение — муниципальное образование в Семилукском районе Воронежской области.
Административный центр — село Старая Ведуга.

## История
В нынешней своей форме сельское поселение существует с 30 ноября 2009 года, когда с согласия населения, выявленного путём голосования, проведенного в данных муниципальных образованиях 24 мая 2009 года, было произведено слияние прежних Староведугского и Староольшанского сельских поселений в единое Староведугское сельское поселение.

## Административное деление
В состав поселения входят:
- село Старая Ведуга
- хутор Весёлая Долина
- хутор Каменка
- село Поляна
- хутор Рогачиха
- село Старая Ольшанка
- хутор Устье
- хутор Яновка